# كاتون
كاتون (باليابانية: カトゥーン) هي فرقة اليابانية التي شكلتها جوني وشركاه في عام 2001. اسم المجموعة هو الاسم المختصر الذي كان مبنيا فقط على الحرف الأول من اسم العائلة لكل عضو حتى رحيل أكانيشي جين في عام 2010. اعتبارا من عام 2010، كاتون تقف على كاميناشي كازويا، تاغوتشي جونوسكي، تاناكا كوكي، اويدا تاتسويا، ناكامارو يويتشي، لأول مرة يوم 22 مارس، اتسم عام 2006 بيانا ثلاثيا من واحد سي دي، دي في دي الألبوم والموسيقى هذه التسمية لدى شركة جي ون ريكوردز. منذ ذلك الحين.

## تعريف بالفرقة
كاتون - هي واحدة من فرق مجموعة جوني & أسوسيتيز وتعد من الأنجح والأشهر في اليابان لما يتميز به أعضاؤها من موهبة كبيرة في الغناء والرقص وحتى التمثيل، وقد تم تكوين هذه الفرقة سنة 2001 لكن الغرض من إنشائها في ذلك الحين كان لجعل هؤلاء الشبان الـ 6 مجرد راقصين لدعم كويشي دوموتو من كينكي كيدز، إلا أن الفرقة نجحت في جذب اهتمام الجماهير وأصبحت فريقا مستقلا بذاته.
لذا أقام أعضاء كات تون أول حفلة موسيقية لهم سنة 2002، مما جعلهم أول فرقة مبتدئة تقيم حفلا غنائيا قبل انطلاقها رسميا. ومع ازدياد شعبيتهم خلال سنتي 2003/2004، أطلق الفريق أول قرص ديفيدي لـ حفل كايزوكوبان المبهر في عام 2005.
سنة 2006 كانت الأميز في تاريخ الفرقة حيث أطلقت أول سي دي لها حمل عنوان رييل فيس، وقد انتظرت الجماهير هذا الظهور الأول للفرقة بفارغ الصبر. وقد حققت الأغنية نجاحا باهرا فقد بيع منها 556548 نسخة خلال أسبوع واحد فقط. وسجلت الفرقة رقما قياسيا خلال الألفية الثانية كأكثر فرقة تحقق أكبر نسبة مبيعات لأول إصدار لها، حيث بيع أكثر من مليون نسخة من رييل فيس خلال تسعة اسابيع فقط.
خلال سنة 2006 وتحديدا في 12 أكتوبر، أعلن أكانيشي جين وهو ابرز عضو في الفرقة انسحابه مؤقتا وذلك للسفر إلى أمريكا لدراسة اللغة الإنجليزية. وقد سبب هذا القرار بلبلة واسعة في اليابان كون جين العضو الأكثر شعبية في الفرقة إلى جانب كاميناشي، وقد اضطرت الفرقة للعمل بخمسة افراد فقط مدة 6 أشهر حيث عاد جين إلى اليابان في أبريل 2007.
وخلال غيابه أصدر الفريق أغنية "بوكورا نو ما تشيدي" والتي حققت نجاحا جيدا رغم غياب واحد من أهم أعضاء الفرقة. بعدها أطلقت كاتون العديد من الأغاني منذ ذلك الحين، ولا تزال مبيعاتهم تتصدر الأوريكون فور نزولها إلى الأسواق، منذ ترسيمهم يقوم كاتون كباقي فرق الجونيز بحفلات سنوية كانت اولها "لايف اوف رييل فيس" سنة 2006 و"كرتون كاتون 2 يو" سنة 2007 " و" ملكنة القراصنة" سنة 2008 وثم " بريك ذا ريكوردز" سنة 2009 الذي رفعو من خلاله رقمهم القياسي في موسوعة غينيس كأكثر فرقة تحيي حفلاتها المتتالية في طوكيو دوم، كاتون بالإضافة إلى نجاحهم غنائيا كان لديهم برنامج كرتون كاتون الذي يستضيفون من خلاله العديد من المشاهير وقد بدأ بث البرنامج في 4 من أبريل وتوقف بثه في أبريل من سنة 2010 بعد أن اتم 3 مواسم.
في منتصف سنة 2010 أكد أكانيشي جين انفصاله عن كاتون محدثا ضجة إعلامية واسعة في الوسط الفني باليابان، إلا ان انفصاله لم يكن مفاجئا كثيرا خصوصا بعد تغيّبه عن جولة كاتون في نفس السنة والتي كانت استثنائية جدا حيث أقامو حفلاتهم خارج اليابان لأول مرة في كل من كوريا وتايوان، وعلل جين انفصاله بأنه يرغب بالمضي في موسيقاه الخاصة بعيدا عن أسلوب كاتون، وفي سنة 2013 تلقى معجوا كاتون صدمة ثانية عندما تم الإعلان عن مغادرة تاناكا كوكي الفرقة بسبب مخالفته بعض قوانين الوكالة، ثم صدمة ثالثة عام 2015 عندما أعلن تاغوتشي جونوسكي انسحابه من الفرقة والوكالة لرغبته الابتعاد عن الأضواء، التي عاد إليها سريعا كفنان منفرد عام 2016، خروج تاغوتشي جعل الأعضاء يتخذون قرارا بدخول كاتون فترة شحن ابتداء من 1 مايو بعد نهاية جولتهم الخاصة باحتفالية الذكرى العاشرة لترسيم الفرقة، ويقوم الأعضاء حاليا بمواصلة نشاطاتهم بشكل منفرد وإلى اجل غير مسمى.

## أعضاء الفرقة
- كاميناشي كازويا (باليابانية: 亀梨和也) (ولد في 23 فبراير 1986)
- اويدا تاتسويا (باليابانية: 上田竜也) (ولد في 4 أكتوبر 1983)
- ناكامارو يويتشي (باليابانية: 中丸雄一) (ولد في 4 سبتمبر 1983)

الأعضاء السابقون
- أكانيشي جين (باليابانية: 赤西仁) (ولد في 4 يوليو 1984)
- تاناكا كوكي (باليابانية: 田中聖) (ولد في 5 نوفمبر 1985)
- تاغوتشي جونوسكي (باليابانية: 田口淳之介) (ولد في 29 نوفمبر 1985)

كاميناشي كازويا: العضو الأصغر في الفرقة واكثرهم ثقة، يعتبر القائد الغير رسمي لكاتون وهو المغني الرئيسي في الفرقة برفقة أكانيشي جين، مشهور بحبه لرياضة البيسبول وقد مثل اليابان عالميا في بطولة الناشئين قبل أن يتخلى عن حلم الاحتراف بسبب دخوله عالم الجونيز. كامي ترسم قبل كاتون مع الفرقة المؤقتة «شوجي تو اكيرا» عام 2005. وقد قام كامي بالظهور في درامات يابانية عديدة مثل نوبوتا وو بروديوس، غوكسين 2، سابوري، يوكي، تاتا هيتوتسو نو كوي، ون باوند غوسبل، كامي نو شيزوكو وغيرها. كما أنه مثل أول فيلم سينمائي له في صيف سنة 2009 «غوكسن ذا موفي» وهو مرشح لنيل جائزة عن دوره في الفيلم. لدى كامي أيضا موهبة في كتابة الأغاني وقد سبق وأن كتب بعض من أغاني السولو الخاصة به.
تاغوتشي جونوسكي : يتميز جونو بابتاسمته الجذابة ومهارته في الحركات البهلوانية والتلاعب بالكلمات. في عام 2004 وأثناء مشاركته مع كاتون في مسرحية «دريم بويز» من بطولة تاكي، تعرض لإصابة شديد في الركبة ألزمته الخضوع لعملية جراحية اضطر على إثرها أن ينقطع عن العمل ويبقى في المستشفى. بعدها استطاع أن يعود إلى مزاولة الرقص والحركات البهلوانية، حتى أنه عاد للقيام بذات الحركة التي تسببت في إصابته. يمتلك جونو اهتماما شديدا بالبيلياردو، بدأ بممارسة اللعب عام 2005 وعلا مستواه فيها حتى أصبح يشارك في المبارايات الدورية للهواة. ظهر جونو في عدة درامات أبرزها هانايومي تو بابا. هابي! ويوكان كلوب.
تاناكا كوكي : مغني الراب في الفرقة. كوكي هو أول عضو ينضم للشركة من بين كاتون، كان ذلك عام 1997 لذا يعتبر السينباي لباقي أعضاء كاتون. بدأ كوكي بكتابة الراب منذ الصغر وكان السبب وراء ذلك أنه كان يستمع للعديد من أغاني الهيب هوب التي تتضمن الراب. وكان قد انجذب له أكثر بعد أن شاهد بعض السينابيز مثل ساكوراي شو وغيره الذين كانوا يؤدون الراب، لذا بدأ بكتابة مقاطعه بنفسه وإضافتها إلى أغاني كاتون تحت اسم «الجوكر». أما الآن يعتبر كوكي من انجح مغني الراب في شركة الجونيز، حيث يتمتع بأسلوبه الخاص في كتابة وأداء مقاطع الراب الخاصة به. يتميز كوكي أيضا برقص البريك دانس ويجعله دائما جزءا من عروضه أثناء ادائه لأغانيه في حفلات كاتون السنوية. أبرز درامات كوكي ماي بوس ماي هيرو، «بياكوتاي» تاتا هيتوتسو نو كوي وطوكيو تاناكا صن غو.
ويدا تاتسويا : فتى عنيد جداً، ولكنه حساس ومن السهل أن يُجرح بكلام الاخرين. الكثير يعتقدون بأنه شخص أناني، ولكن اويدا يصف نفسه بأنه شخص سادي. عندما يتحمس أو يتوتر يضحك بطريقة غريبه. والداه كانا متسلطين كثيراً فقد كان يذهب لمدراس مختلفه يومياً حيث كان يذهب لمدرسة تعليم الخط يوم الاثنين، مدرسة تعليم الحساب يوم الثلاثاء، السباحة يوم الأربعاء، الرسم يوم الخميس، مدرسة تعليم الإنجليزية يوم الجمعة وتعليم البيانو يوم السبت. في الماضي كانت هناك فترة يدعي فيها انه يرى (الجنيات), ولكنه عندما ظهر في برنامج ميزاماشي أعترف أمام كل الأعضاء بأنها كانت كذبة. من اختصاصاته الملاكمة، ولديه حقيبة رمل في الفناء الخلفي في منزله. اويدا لا يظهر في الدرامات التلفزيونية كثيرا، وكان أول عمل له خلال سنة 2009 في دراما كونكاتسو !. لكنه بدلا من ذلك قام بإحياء حفل سولو خاص به سنة 2008 بعنوان «ماوس بيس». كما كان بطلا لمسرحية «روميو وجولييت» التي اقيمت في سنة 2009.
ناكامارو يويتشي : أكبر عضو في الفرقة، وصاحب موهبة البيت بوكس التي لا يجيدها أحد من الجونيز سواه. يداوم على تحديثات بلوغ هاتفه المحمول، وهو متحدث جيد لكنه لا يشعر بالارتياح أمام الكاميرا لذا لا يستطيع اظهار كل قدراته. يتميز بأنفه الكبير وقال أنه قد دُعي مرة بـ «سيد بطاطس» نسبة إلى دمية معروفة على شكل بطاطس لها أنف كبير. أصابعه جميلة جدا، ويقول أعضاء كاتون وجميع الجونيز انه يمكن أن يكون نموذجا لليد المثالية. لدى مارو خوف مَرَضي من المرتفعات يجعله محط سخرية باقي أعضاء الفريق على الدوام. مارو قرر إكمال دراسته وألتحق بجامعة «واسيدا» لدراسة العلوم البيئية، من أبرز أعماله التلفزيونية سوشي أوجي وريسكيو كما أنه قام بأول مسرحية استعراضية له في عام 2008.
أكانيشي جين: أحد أعضاء الفرقة سابقاً، وكانت له شعبية بعد كاميناشي كازويا.
أحدث جين جدلا كبيرا عندما قرر السفر في أكتوبر 2006 لإكمال دراسته في لوس انجلوس بعد فترة قصيرة فقط من ترسيم كاتون.
لكنه عاد بعد ستة أشهر من رحيله وتحديدا في شهر أبريل من سنة 2007 ليكمل مسيرته الفنية مع كاتون. ظهر جين في عدة درامات أبرزها أنيغو، غوكسين 2 ويوكان كلوب. كما قام ببطولة أول فيلم سنيمائي له بانديج، والذي عرض في 16 يناير 2010. كما أصدر جين أول قرص غنائي له مع الفرقة المؤقتة «لاندز» في أواخر 2009، جين أعلن انفصاله عن كاتون في منتصف العام 2010 وقرر أن يمضي كفنان منفرد حيث أكد بأنه يرغب في أن تكون لديه موسيقى خاصة به بعيدا عن كاتون.